# Héctor Vila

Wappen von Héctor Felipe Vila

Héctor Felipe Vila (* 17. September 1962 in Lima, Peru) ist ein peruanischer Geistlicher und Bischof von Whitehorse/Kanada.

## Leben
Héctor Vila empfing am 14. Mai 1995 durch Papst Johannes Paul II. das Sakrament der Priesterweihe.
Am 27. November 2015 ernannte ihn Papst Franziskus zum Bischof von Whitehorse. Der Erzbischof von Québec, Gérald Cyprien Kardinal Lacroix ISPX, spendete ihm am 7. Februar 2016 die Bischofsweihe; Mitkonsekratoren waren der Erzbischof von Grouard-McLennan, Gérard Pettipas CSsR, und der Erzbischof von Vancouver, John Michael Miller CSB.